# Ångermanlands mellersta domsaga
Ångermanlands mellersta domsaga var en domsaga i Västernorrlands län. Den bildades 1882 (enligt beslut den 30 april 1881) vid delningen av Södra Ångermanlands domsaga och upplöstes 1970 då den tillsammans med Ångermanlands västra domsaga bildade Sollefteå domsaga.
Domsagan lydde först under Svea hovrätt, men överfördes till domkretsen för hovrätten för Nedre Norrland när denna bildades 1948. Vid bildandet löd två tingslag under domsagan, men detta antal minskades till ett den 1948, när de två bildade Ångermanlands mellersta domsagas tingslag. När domsagan upphörde 1970 löd således under den bara ett tingslag.

## Tingslag
- Boteå tingslag; till 1948
- Sollefteå tingslag; till 1948
- Ångermanlands mellersta domsagas tingslag; från 1948

## Häradshövdingar
- 1882–1893 Axel Ferdinand Unæus
- 1894–1901 Ernst August Robert Bergwall
- 1902–1924 Walter Bergström
- 1924–1937 Per Hansson
- 1937–1960 Bo Erik Christer Turén
- 1960–1969 Gunnar Seldén